# Асен Игнатов
Асен Йорданов Игнатов е български академичен философ, антикомунист и политически емигрант.

## Биография
Асен Игнатов е роден на 9 април 1935 в Шумен. Следва философия в Софийския държавен университет. От средата на 60-те години е асистент по формална логика в Софийския университет. Философската антропология е обект на неговите лични интереси и занимания.
През 1968 г. издава книгата с популярни есета „Тъга и порив по епохата“, която предизвиква политически скандал. Обвинен е в „ревизионизъм“ и покушение срещу идеологическите устои на комунистическия режим. В официоза в. „Работническо дело“ излиза разгромна статия „Класово-партийният подход не е сезонна дреха“ от Михаил Бенлиев. Следва уволнение от Софийския университет и забрана на книгата му. Поставен в изолация и тотална възбрана да преподава и публикува, той взема решение да емигрира от България при първа възможност.
На една научна конференция в Брюксел през 1972 г. му се удава възможност да скъса с тоталитарния режим и така започва битието му на политически емигрант. Започва работа като научен сътрудник в Католическия университет в Льовен. След това се установява в Германия. През 1979 г. защитава докторат на тема „Хайдегер и философската антропология“. От 1980 до 1988 г. се премества в Кьолн, където наред с научната си работа е редактор в българския отдел на радио „Дойче веле“.
От 1988 г. Асен Игнатов е научен сътрудник във Федералния институт за източноевропейски изследвания в Кьолн и изнася лекции като частен доцент в католическия университет „Академия Густав Зиберт“ в провинция Баден-Вюртемберг.
Автор е на над 150 публикации и 9 книги, повечето от които са на немски език.
Умира на 12 август 2003 г.

## Признание и награди
Почетен е с титлата доктор хонорис кауза на СУ „Св. Климент Охридски“ през 1997 г. През 2000 г. е удостоен с орден „Стара планина“.

### Книги
- Тъга и порив на епохата, София: Български писател, 1968.
- ((de)) Heidegger und die philosophische Anthropologie. Eine Untersuchung über die anthropologische Dimension des Heideggerschen Denkens (Хайдегер и философската антропология. Изследване на антропологическото измерение на Хайдегеровото мислене). (Monographien zur philosophischen Forschung, Band 174). Forum Academicum/Anton Hain, 1979, 325 S.
- ((de)) Aporien der marxistischen Ideologielehre. Zur Kritik der Auffassung der Kultur als Ideologie in letzter Instanz (Апории на марксическото учение за идеологията). 1984, 176 S.
- ((de)) Psychologie des Kommunismus: Studien zur Mentalität der herrschenden Schicht im kommunistischen Machtbereich. Johanes Bergmans Verlag, Muenchen, 1985, 181 S.
  - Психология на комунизма: Студии за манталитета на господстващия слой в комунистическия свят. Преводач Елена Никлева. София: Аргес, 1991, 183 с. [2][3]
  - Психология на комунизма. София: Нов български университет, 2012. ISBN 978-954-535-724-4 [4][5]
- ((de)) Anthropologische Geschichtsphilosophie: Für eine Philosophie der Geschichte in der Zeit der Postmoderne. Academia Richarz, 1993, 221 S.
  - Антропологическа философия на историята. София: Факел, 1998, 283 с. ISBN 954-411-047-X
- ((de)) Selbstauflösung des Humanismus: die philosophisch-anthropologischen Voraussetzungen für den Zusammenbruch des Kommunismus (Самоотмяната на хуманизма). Baden-Baden: Nomos, 1996, 156 S.
- Структура на историческото познание, София: Изток-Запад, 2020, 176 с. ISBN 978-619-01-0653-1

### Студии
- ((de)) „Perestrojka der Philosophie?“. – сп. Studies in East European Thought, 1990, vol. 40, no. 1, pp. 7 – 53
- ((en)) „The dialectic of freedom in Nikolai Berdjaev“. – сп. Studies in East European Thought, 1989, vol. 38, no. 4, pp. 273 – 289
- ((en)) „Mil'ner-Irinin's metaphysical ethics between god and nature“. – сп. Studies in East European Thought, 1989, vol. 37, no. 2, pp. 119 – 131
- ((en)) „The principle of partijnost' and the development of Soviet philosophy“. – сп. Studies in East European Thought, 1988, vol. 36, no. 1, pp. 63 – 78
- ((en)) „Ideocracy or Realpolitik?“. – сп. Studies in East European Thought, 1987, vol. 33, no. 3, pp. 229 – 243
- ((de)) „Das Individuum als Opeferlamm auf dem Altar der Geschichte“. – сп. Studies in East European Thought, 1986, vol. 32, no. 1, pp. 1 – 22
- „Self-realization and changing the world“. – сп. Studies in East European Thought, 1985, vol. 30, no. 4, pp. 387 – 395
- ((de)) „Das Geschichtliche in Marxistischer Sicht“. – сп. Studies in East European Thought, 1984, vol. 27, no. 2, pp. 147 – 173
- ((de)) „Die Selbstauflösung des Humanismus: Das Schicksal der Frage nach dem Menschen im marxistischen Denken“. – сп. Studies in East European Thought, 1980, vol. 21, no. 4, pp. 301 – 317
- ((de)) „Das schwierige Gespräch oder: Heideggers Entfremdungsauffassung und der Marxismus“. – сп. Studies in East European Thought, 1979, vol. 19, no. 1, pp. 1 – 36
- ((de)) „Philosophie der Arrieregarde“. – сп. Studies in East European Thought, 1976, vol. 16, no. 1, pp. 27 – 66
- ((de)) „Das Existentialismus-Bild der Filosofskaja Enciklopedija“. – сп. Studies in East European Thought, 1975, vol. 15, no. 3, pp. 225 – 251
- ((en)) „The old and new Marxisms“. – сп. Studies in East European Thought, 1974, vol. 14, no. 1, pp. 93 – 98